# Peperomia cubugonana
Peperomia cubugonana är en pepparväxtart som beskrevs av Trel. & Yunck.. Peperomia cubugonana ingår i släktet peperomior, och familjen pepparväxter. Inga underarter finns listade i Catalogue of Life.